# Département de Californie

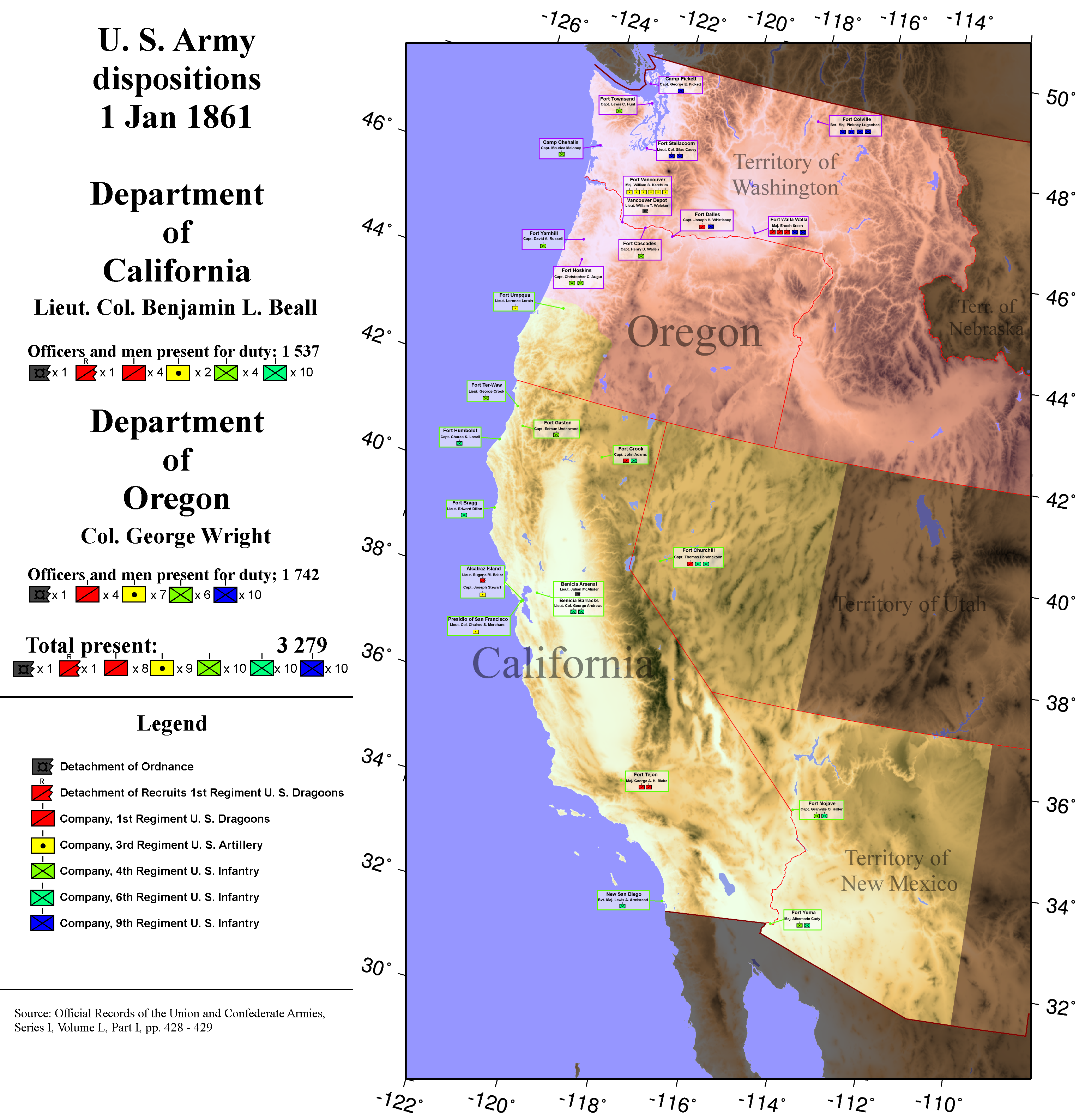
Délimitations et répartition des troupes dans les départements de Californie et d'Oregon

Le Département de Californie (Department of California en anglais) est l'un des deux départements de la United States Army créés le 13 septembre 1858 en remplacement du département du Pacifique. Il était composé des territoires situés à l'ouest des montagnes Rocheuses et au sud des territoires de l'Oregon et de Washington.